# Yassıada
Yassıada (Grieks: Πλάτη) is een van de negen Turkse Prinseneilanden, gelegen voor de kust van Istanbul, in de Zee van Marmara. Bestuurlijk gezien behoort het eiland tot het district Adalar in de provincie Istanbul. Yassıada is 740 meter lang en 185 meter breed.
Van alle eilanden in de zee van Marmara ligt Yassıada het dichts bij de Noord-Anatolische Breuk. Om deze reden liggen op het eiland 5 seismografen van PIRES (Prince Islands Real-time Earthquake monitoring System).
In december 2013 maakte de Turkse regering bekend dat het eiland omgedoopt zou worden tot het 'Eiland van Democratie en Vrijheid'. Volgens president Erdoğan moet het een van de grootste congrescentra van de wereld worden. Op het eiland verrijzen meerdere hotels, sport faciliteiten en een grote moskee.
Eind 2021 werd het nieuwe gebouw van het secretariaat-generaal van de Organisatie van Turkse Staten geopend op het eiland.
Burgazada · 
Büyükada ·
Heybeliada · 
Kaşıkadası · 
Kınalıada · 
Sedef Adası · 
Sivriada · 
Tavşanadası · 
Yassıada